# Championnat de Roumanie de football 1928-1929
Navigation
Saison précédente Saison suivante
La saison 1928-1929 du Championnat de Roumanie de football était la 17e édition de la première division roumaine.
Douze clubs participent à la compétition, il s'agit des clubs champions de chacune des régions de Roumanie. Le championnat national est disputé sous forme de coupe à élimination directe. C'est le Venus FC Bucarest qui remporte la compétition décroche le 3e titre de champion de Roumanie de son histoire.

## Les 12 clubs participants
(entre parenthèses, la région d'appartenance du club)
- Gloria CFR Arard (Arad)
- Venus FC Bucarest (Bucarest)
- Coltea Brașov (Brașov)
- Dragoș Vodă Cernăuți (Cernăuți)
- Mihai Viteazu Chișinău (Chișinău)
- Romania Cluj (Cluj)
- Generala Craiova (Craiova)
- Dacia Vasile Alecsandri Galați (Galați)
- Victoria Iași (Iași)
- Staruinta Oradea (Oradea)
- Soimii Sibiu (Sibiu)
- Banatul Timișoara (Timișoara)

## Compétition

### Tour préliminaire
Un tour préliminaire a lieu pour déterminer les 4 derniers qualifiés pour la phase finale.
| Équipe 1             | Résultat | Équipe 2                |
| -------------------- | -------- | ----------------------- |
| Generala Craiova     | 0 - 3    | Banatul Timișoara       |
| Dragoș Vodă Cernăuți | 1 - 0    | Mihai Viteazul Chișinău |
| DVA Galați           | 7 - 1    | Victoria Iași           |
| Coltea Brașov (T)    | 2 - 1    | Soimii Sibiu            |

La compétition a lieu sous forme de coupe, avec match simple. En cas de match nul, la rencontre est rejouée sur le même terrain.
|  | Quarts de finale               | Quarts de finale        | Quarts de finale        | Quarts de finale        |                   |                   | Demi-finales            | Demi-finales            | Demi-finales            | Demi-finales            |  |  | Finale                     | Finale                     | Finale                     | Finale                     |
|  |                                |                         |                         |                         |                   |                   |                         |                         |                         |                         |  |  |                            |                            |                            |                            |
|  | 16 juin 1929 à Bucarest        | 16 juin 1929 à Bucarest | 16 juin 1929 à Bucarest | 16 juin 1929 à Bucarest |                   |                   | 30 juin 1929 à Bucarest | 30 juin 1929 à Bucarest | 30 juin 1929 à Bucarest | 30 juin 1929 à Bucarest |  |  | 14 juillet 1929 à Bucarest | 14 juillet 1929 à Bucarest | 14 juillet 1929 à Bucarest | 14 juillet 1929 à Bucarest |
|  | 16 juin 1929 à Bucarest        | 16 juin 1929 à Bucarest | 16 juin 1929 à Bucarest | 16 juin 1929 à Bucarest |                   |                   | 30 juin 1929 à Bucarest | 30 juin 1929 à Bucarest | 30 juin 1929 à Bucarest | 30 juin 1929 à Bucarest |  |  | 14 juillet 1929 à Bucarest | 14 juillet 1929 à Bucarest | 14 juillet 1929 à Bucarest | 14 juillet 1929 à Bucarest |
|  | Venus FC Bucarest              | Venus FC Bucarest       | 3                       | 3                       |                   |                   | 30 juin 1929 à Bucarest | 30 juin 1929 à Bucarest | 30 juin 1929 à Bucarest | 30 juin 1929 à Bucarest |  |  | 14 juillet 1929 à Bucarest | 14 juillet 1929 à Bucarest | 14 juillet 1929 à Bucarest | 14 juillet 1929 à Bucarest |
|  | Venus FC Bucarest              | Venus FC Bucarest       | 3                       | 3                       |                   |                   | 30 juin 1929 à Bucarest | 30 juin 1929 à Bucarest | 30 juin 1929 à Bucarest | 30 juin 1929 à Bucarest |  |  | 14 juillet 1929 à Bucarest | 14 juillet 1929 à Bucarest | 14 juillet 1929 à Bucarest | 14 juillet 1929 à Bucarest |
|  | Coltea Brașov (T)              | Coltea Brașov (T)       | 1                       | 1                       |                   |                   | 30 juin 1929 à Bucarest | 30 juin 1929 à Bucarest | 30 juin 1929 à Bucarest | 30 juin 1929 à Bucarest |  |  | 14 juillet 1929 à Bucarest | 14 juillet 1929 à Bucarest | 14 juillet 1929 à Bucarest | 14 juillet 1929 à Bucarest |
|  | Coltea Brașov (T)              | Coltea Brașov (T)       | 1                       | 1                       | Venus FC Bucarest | Venus FC Bucarest | 4                       | 4                       |                         |                         |  |  | 14 juillet 1929 à Bucarest | 14 juillet 1929 à Bucarest | 14 juillet 1929 à Bucarest | 14 juillet 1929 à Bucarest |
|  | 16 juin 1929 à Cernăuți        |                         |                         |                         | Venus FC Bucarest | Venus FC Bucarest | 4                       | 4                       |                         |                         |  |  | 14 juillet 1929 à Bucarest | 14 juillet 1929 à Bucarest | 14 juillet 1929 à Bucarest | 14 juillet 1929 à Bucarest |
|  |                                |                         | Dragoș Vodă Cernăuți    | Dragoș Vodă Cernăuți    | 3                 | 3                 |                         |                         |                         |                         |  |  | 14 juillet 1929 à Bucarest | 14 juillet 1929 à Bucarest | 14 juillet 1929 à Bucarest | 14 juillet 1929 à Bucarest |
|  | Dragoș Vodă Cernăuți           | Dragoș Vodă Cernăuți    | Dragoș Vodă Cernăuți    | Dragoș Vodă Cernăuți    | 3                 | 3                 | 1                       | 1                       |                         |                         |  |  | 14 juillet 1929 à Bucarest | 14 juillet 1929 à Bucarest | 14 juillet 1929 à Bucarest | 14 juillet 1929 à Bucarest |
|  | Dragoș Vodă Cernăuți           | Dragoș Vodă Cernăuți    | 30 juin 1929 à Cluj     |                         |                   |                   | 1                       | 1                       |                         |                         |  |  | 14 juillet 1929 à Bucarest | 14 juillet 1929 à Bucarest | 14 juillet 1929 à Bucarest | 14 juillet 1929 à Bucarest |
|  | DVA Galați                     | DVA Galați              | 0                       | 0                       |                   |                   |                         |                         |                         |                         |  |  | 14 juillet 1929 à Bucarest | 14 juillet 1929 à Bucarest | 14 juillet 1929 à Bucarest | 14 juillet 1929 à Bucarest |
|  | DVA Galați                     | DVA Galați              | 0                       | 0                       | Venus FC Bucarest | Venus FC Bucarest | 3                       | 3                       |                         |                         |  |  |                            |                            |                            |                            |
|  | 23 juin 1929 à Oradea          |                         |                         |                         | Venus FC Bucarest | Venus FC Bucarest | 3                       | 3                       |                         |                         |  |  |                            |                            |                            |                            |
|  |                                |                         | Romania Cluj            | Romania Cluj            | 2                 | 2                 |                         |                         |                         |                         |  |  |                            |                            |                            |                            |
|  | Staruinta Oradea               | Staruinta Oradea        | Romania Cluj            | Romania Cluj            | 2                 | 2                 | 2                       | 2                       |                         |                         |  |  |                            |                            |                            |                            |
|  | Staruinta Oradea               | Staruinta Oradea        |                         |                         |                   |                   |                         |                         |                         |                         |  |  |                            |                            |                            |                            |
|  | Romania Cluj                   | Romania Cluj            | 3                       | 3                       |                   |                   |                         |                         |                         |                         |  |  |                            |                            |                            |                            |
|  | Romania Cluj                   | Romania Cluj            | 3                       | 3                       | Romania Cluj      | Romania Cluj      | 3'                      | 3'                      |                         |                         |  |  |                            |                            |                            |                            |
|  | 23 et 24 juin 1929 à Timișoara |                         |                         |                         | Romania Cluj      | Romania Cluj      | 3'                      | 3'                      |                         |                         |  |  |                            |                            |                            |                            |
|  |                                |                         | Banatul Timișoara       | Banatul Timișoara       | 0                 | 0                 |                         |                         |                         |                         |  |  |                            |                            |                            |                            |
|  | Banatul Timișoara              | Banatul Timișoara       | Banatul Timișoara       | Banatul Timișoara       | 0                 | 0                 | 4                       | 3                       |                         |                         |  |  |                            |                            |                            |                            |
|  | Banatul Timișoara              | Banatul Timișoara       |                         |                         |                   |                   |                         | 3                       |                         |                         |  |  |                            |                            |                            |                            |
|  | CFR Gloria Arad                | CFR Gloria Arad         | 4                       | 2                       |                   |                   |                         |                         |                         |                         |  |  |                            |                            |                            |                            |
|  | CFR Gloria Arad                | CFR Gloria Arad         | 4                       | 2                       |                   |                   |                         |                         |                         |                         |  |  |                            |                            |                            |                            |
|  |                                |                         |                         |                         |                   |                   |                         |                         |                         |                         |  |  |                            |                            |                            |                            |

## Bilan de la saison
| Tableau d'Honneur                   |                   |
| Compétition                         | Vainqueur         |
| Championnat de Roumanie de football | Venus FC Bucarest |